# بسکتبال عزیز
بسکتبال عزیز (انگلیسی: Dear Basketball) یک پویانمایی کوتاه به کارگردانی گلن کین و نویسندگی کوبی برایانت است که در سال ۲۰۱۷ منتشر شد. فیلم براساس نامه‌ای است که کوبی برایانت در ۲۰۱۵ به مجله تریبون بازیکنان فرستاد و طی آن اعلام کرد از بسکتبال بازنشسته شده است.
این فیلم به صورت آنلاین در وبگاه go90 منتشر شد. همین‌طور در نودمین دوره جوایز اسکار برنده جایزه اسکار بهترین پویانمایی کوتاه شد.